# Thylacodes arenarius
Espèce
Le grand vermet (Thylacodes arenarius, anciennement Serpulorbis arenaria) est une espèce de mollusques gastéropodes de la famille des vermétidés.

## Description
Le grand vermet vit fixé sur des substrats durs tels que des roches, des algues calcaires ou des coquilles des autres mollusques. Il possède une coquille en forme de tube de couleur blanche, tandis que l'intérieur est nacré. La partie visible de son corps est le pied qui est de couleur rouge, avec des taches de couleur crème.

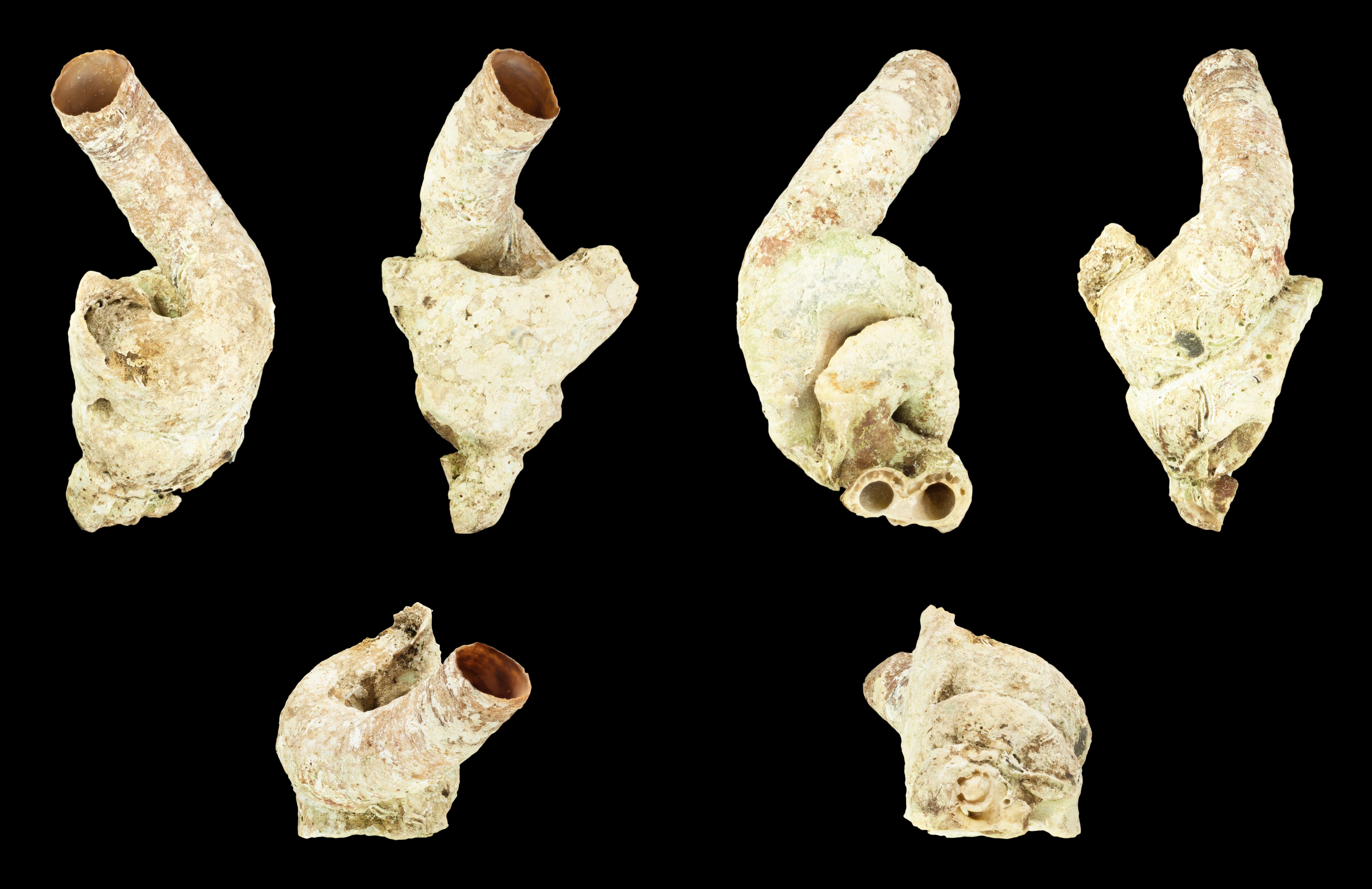
Tube
Fossile